# Ngbetnsouen
Ngbetnsouen (ou Ngbetswen) est un village du Cameroun situé dans le département du Noun et la Région de l'Ouest. Il fait partie de l'arrondissement de Kouoptamo.

## Population
Lors du recensement de 2005, la localité comptait 5 896 habitants.